# Абдалла бін Джасім Аль Тані
Шейх Абдалла бін Джасім Аль Тані (араб. عبد الله بن جاسم بن محمد آل ثاني; 1880 — 25 квітня 1957) — катарський державний діяч, емір (хакім) Катару від 1913 до 1949 року. За його правління в Катарі було вперше знайдено нафту.

## Життєпис
Народився 1880 року в місті Доха. Був одним з дев'ятнадцяти дітей Джасіма бін Мухаммеда Аль Тані.
За часів його правління права Абдалли бін Джасіма Аль Тані на керівництво всією державою визнали Велика Британія й Османська імперія. Після початку Першої світової війни османи відмовились від Катару, а 19 серпня 1915 року шейх Абдалла змусив їх відмовитись і від Дохи.
3 листопада 1916 року Британія підписала договір з Абдаллою, відповідно до якого Катар зобов'язався не починати відносин з іншими країнами без попередньої згоди британців. Персі Закарія Кокс, політичний резидент Перської затоки, який підписував той договір, гарантував захист Катару від агресії з моря. 5 травня 1935 року шейх домігся від Британії погодження захисту не лише від зовнішніх, але й від внутрішніх загроз.
1927 року Абдалла збудував Форт Аль Кут, також відомий як Форт Доха, в Аль-Бідді. Той форт слугував поліцейською станцією, а також для захисту столиці від зовнішніх ворогів. 1938 року було зведено Форт Зубарах у місті Зубарах, за 105 кілометрів від Дохи.
17 травня 1935 року шейх Абдалла підписав першу угоду про нафтову концесію з Англо-перською нафтовою компанією. В жовтні 1938 року була встановлена перша бурова установка, а перше виявлення нафти відбулось у січні 1940 року. Однак видобуток нафти було призупинено під час Другої світової війни.
30 червня 1948 року шейх Абдалла зрікся престолу, передавши владу своєму сину Алі.